# Lista över ledamöter av Sveriges riksdags andra kammare 1915–1917
Ledamöter av Sveriges riksdags andra kammare 1915–1917. 
Ledamöterna invaldes vid valet 25 september 1914, men nyinvalda tillträdde sina riksdagsplatser först 1915. Årtal inom parentes anger att ledamoten inte satt hela mandatperioden. Förkortningar: h = höger, l = liberal, s = socialist.

## Stockholms stad

### Första valkretsen
- Hjalmar Branting, redaktör, s
- Arvid Lindman, konteramiral, h
- Herman Lindqvist, telegraffullmäktig, s
- Ernst Söderberg, kassör, s, f. 1871 (till 1916)
  - ersatt av: ?
- Carl Hallendorff, professor, h, f. 1869
- Zeth Höglund, redaktör, s
- Knut Tengdahl, försäkringstjänsteman, s
- Fridtjuv Berg, fil.dr, l (avled 29 februari 1916)
  - ersatt av: Allan Cederborg, rådman, l (från 1916)

### Andra valkretsen
- Gustaf Rikard Joachim Åkerman, överste, h, f. 1868
- Carl Albert Lindhagen, borgmästare, s
- Karl Emil Hildebrand, fil. dr, h
- Erik Kule Palmstierna, friherre, s
- Karl Staaff, vice häradshövding, l (avled 1915)
  - ersatt av: Jakob Byström, redaktör, l
- Sven Edward Julius Lübeck, civilingenjör, h
- Carl Winberg, redaktör, s

## Stockholms län

### Södra valkretsen
- Wilhelm Källman, murare, s, f. 1877
- Gustaf Albert Petersson, president i kammarrätten, h, f. 1851
- Adolf Molin, skräddaremästare, s, f. 1874
- Jakob Pettersson i Södertälje, borgmästare, l, f. 1866
- Axel Walfrid Lundström i Vreten, småbrukare, s, f. 1866
- Karl Westerström, godsägare, h (avled 1916)
  - ersatt av: Eric Nillson i Södertälje, järnhandlare, h, f. 1856 (från 1917)

### Norra valkretsen
- Erik Åkerlund, godsägare, h, f. 1853
- Per Henning Sjöblom, lantbrukare, s, f. 1875
- Erik Eurén, hemmansägare, h, f. 1859

## Uppsala län
- Karl August Borg, snickare, s, f. 1866
- Olof Alfred Berg i Staby, godsägare, h, f. 1862
- Nils Edén, professor, l, f. 1871
- Henry Erikson i Uppsala, skräddarmästare, s, f. 1874
- Walter Kant, rådman, h, f. 1872

## Södermanlands län

### Norra valkretsen
- Evald Krispin Kropp, knivsmed, s, f. 1859
- Axel Modig, förrådsförvaltare, l, f. 1859
- Carl Svensson, redaktör, s, f. 1879

### Södra valkretsen
- Anders Johan Bärg, förrådsförman, f. 1870
- Gustaf Olsson i Ramsta, lantbrukare, f, f. 1867
- Carl Johan Johansson i Uppmälby, hemmansägare, s, f. 1867
- Gösta Tamm, hovstallmästare, vilde, f. 1866

## Östergötlands län

### Norra valkretsen
- Carl Sjögren, redaktör, s, f. 1869
- Anders Edvard Andersson i Höckerum, lantbrukare, h, f. 1856
- Erik Gustaf Johansson i Kullersta, lantbrukare, s, f. 1864
- Axel Ekman i Mogård, bruksägare, l, f. 1869

### Norrköping och Linköpings valkrets
- Karl Beckman, lektor, h, f. 1860
- Sven Persson i Norrköping, redaktör, s, f. 1873
- Theodor Zetterstrand, rådman, vilde, f. 1852,

### Södra valkretsen
- David Hjalmar Pettersson i Bjälbo, lantbrukare, h
- Axel Sterne, journalist, s, f. 1878
- Conrad Vahlquist, regementsläkare, h, f. 1856
- Axel Theodor Adelswärd, friherre, kammarherre, l
- Erik Josef Ericsson i Åtvidaberg, svarvare, s, f. 1877

## Jönköpings län

### Östra valkretsen
- Johan August Jonsson i Hökhult, lantbrukare, h, f. 1851
- Ernst Liljedahl, kapten, l, f. 1869
- Per Gabrielsson, häradsdomare, h, f. 1861
- Karl Lundberg, försäkringsinspektör, s, f. 1864

### Västra valkretsen
- Erik Räf, disponent, h, f. 1858
- Bernhard Nilsson i Linnås, hemmansägare, h, f. 1874
- Thure Widlund, konduktör, s, f. 1871
- Oscar Johanson i Huskvarna, fabriksarbetare, h, f. 1870
- Johan Andersson i Altofta, nämndeman, l, f. 1850

## Kronobergs län

### Östra valkretsen
- Johan Gustaf Svensson i Betingetorp, hemmansägare, h, f. 1864
- Martin Svensson i Kompersmåla, hemmansägare, h, f. 1871
- Axel Lindqvist i Kosta, glasslipare, s, f. 1878
- Wilhelm Jönsson i Mårdslycke, hemmansägare, h, f. 1868

### Västra valkretsen
- Otto Magnusson i Tumbhult, hemmansägare, h, f. 1864
- Peter Magnus Olsson i Blädinge, hemmansägare, h, f. 1857
- Carl Oscar Svensson i Torlarp, hemmansägare, h, f. 1861

## Kalmar län

### Norra valkretsen
- Erik Anderson i Hägelåkra, lantbrukare, h (till 1915)
  - Ersatt av: Sigurd Carlsson i Solberga, lantbrukare, h (från 1915)
- Jöns Persson i Västervik, tidningsexpeditör, s, f. 1873
- Anders Victor Isaksson, predikant, h, f. 1855
- Axel Olof Rune, borgmästare, l

### Södra valkretsen
- John Jeansson, vicekonsul, h, f. 1865
- Enok Runefors, lantbrukare, l, f. 1878
- David Norman, lantbrukare, h
- Pehr August Andersson i Knäppinge, lantbrukare, h, f. 1863
- Karl Magnusson i Kalmar, parkföreståndare, s
- Wilhelm Andersson i Resebo, hemmansägare, h, f. 1865

## Gotlands län
- Karl Larsson i Bondarve, lantbrukare, h, f. 1854
- Karl Kahlström, hemmansägare, h, f. 1862
- August Lingström, folkskollärare, h, f. 1860

## Blekinge län
- John Jönsson i Boa, lantbrukare, h, f. 1862
- Johan Ingvarson, redaktör, s, f. 1877
- August Larsson i Säby, lantbrukare, l, f. 1856,
- Otto Holmdahl, borgmästare, h, f. 1850
- Axel Lindvall, lantbrukare, h, f. 1852
- Oskar Kloo, distriktskassör, s, f. 1867

## Kristianstads län

### Nordvästra valkretsen
- Per Nilsson i Bonarp, hemmansägare, h, f. 1865
- John Erlansson, lantbrukare, h, f. 1863
- Sven Bengtsson i Norup, lantbrukare, l, f. 1866
- Nils Sigfrid, direktör, l, f. 1868
- Lars Borggren, bageriföreståndare, s, f. 1866

### Sydöstra valkretsen
- Viktor Arvidsson Ekerot, jordbrukskonsulent, h, f. 1874 
  - ersatt av: Swen Persson i Fritorp, lantbrukare, h, f. 1875 (från 1916)
- Raoul Hamilton, greve, l, f. 1855
- Swen Jönsson i Fridhill, lantbrukare, l, f. 1877
- Gustaf Nilsson i Kristianstad, ombudsman, s, f. 1880

## Malmöhus län

### Norra valkretsen
- Olof Nilsson i Tånga, lantbrukare, s, f. 1863
- Jöns Jesperson på Dorisborg, lantbrukare, h, f. 1861
- Martin Holmström, gruvarbetare, s, f. 1867

### Mellersta valkretsen
- Sven Linders i Nevishög, lantbrukare, s, f. 1873
- Johan Jönsson i Revinge, lantbrukare, l, f. 1875
- Jöns Jönsson i Slätåker, lantbrukare, l, f. 1867
- Nils August Nilsson i Kabbarp, redaktör, s, f. 1867
- Nils Ohlsson i Säljeröd, lantbrukare, h, f. 1867

### Södra valkretsen
- F.V. Thorsson, bankofullmäktige, s
- Hans Andersson i Skivarp, direktör, h, f. 1848
- Nils Peter Sköld, lantbrukare, s, f. 1866
- Jöns Pålsson i Anderslöv, hemmansägare, l, f. 1870

## Hälsingborg, Landskrona och Lund
- Adolf Christiernson, redaktör, s, f. 1875
- Ola Hansson Waldén, folkskollärare, s, f. 1869
- Malte Sommelius, fabriksdisponent, h, f. 1851

## Malmö stad
- Harald Lemke, distriktschef, h, f. 1855 (till 1915)
  - ersatt av: Nils Winkler, köpman, h, f. 1870 (från 1916)
- Nils Persson i Malmö, murare, s, f. 1865 (till 1916)
  - ersatt av: Carl Lovén, konduktör, s (från 1917)
- Gunnar Löwegren, redaktör, s, f. 1881
- Värner Rydén, statsråd, s

## Hallands län
- Anders Henrikson i Heberg, lantbrukare, h, f. 1869
- Axel Westman, rådman, h, f. 1861
- Per Johan Persson i Tofta, häradsdomare, l, f. 1867
- Carl Strid, fattigvårdskonsulent, s, f. 1875
- Anders Elisson i Fagared, lantbrukare, h, f. 1876
- Nils Johansson i Brånalt, lantbrukare, h, f. 1864

## Göteborgs och Bohus län

### Södra valkretsen
- Herman Andersson i Grimbo, lantbrukare, h, f. 1869
- Carl L Olausson, lantbrukare, l, f. 1863
- Cornelius Olsson i Berg, lantbrukare, h, f. 1857
- Gustav Hansson i Gårda, skomakarmästare, s, f. 1878
- Wilhelm Hellberg, lantbrukare, h, f. 1864

### Norra valkretsen
- Axel Sundberg, borgmästare, h, f. 1869
- Oscar Osberg, lantbrukare, l
- Gustav Lindstam, skrädderiarbetare, s, f. 1880
  - Carl Wilhelm Oskar Höglund, stationskarlsförman, s, f. 1868 (från 1916)
- Gustaf Rydén i Klosterbergane, h, f. 1852

## Göteborgs stad
- Emil Kristensson, folkskollärare, s
- Edvard Lithander, direktör, h, f. 1870
- Erik Röing, grosshandlare, l
- Magnus Bengtsson, tullvaktmästare, s, f. 1874
- Alexander Thore, navigationsskoleföreståndare, h, f. 1866
- Algot Törnkvist, redaktör, s, f. 1879
- Peter Rydholm, kyrkoherde, h, f. 1853

## Älvsborgs län

### Norra valkretsen
- Arthur Wilhelm Gustafsson i Kasenberg, lantbrukare, h
- Harald Hallén, komminister, s
- Axel von Sneidern, godsägare, l, f. 1875

### Mellersta valkretsen
- Karl Sanfrid Viktor Welin, rektor, h, f. 1855
- Herman Carlsson i Herrljunga, bankdirektör, l, f. 1870
- August Johansson i Trollhättan, handlande, s, f. 1875
- Alfred Pettersson i Vråtsered, lantbrukare, h, f. 1865

### Södra valkretsen
- Axel Fredrik Wennersten, statsråd, h
- Gustaf Odqvist, godsägare, h, f. 1847
- Edor Andersson i Knapasjö, lantbrukare, l, f. 1859
- Carl Lorentzon, lantbrukare, h, f. 1862
- Svening Alfred Larsson i Kroken, hemmansägare, h, f. 1856

## Skaraborgs län

### Norra valkretsen
- Carl Johanson i Gäre, lantbrukare, l, f. 1851
- Karl Magnusson i Skövde, trädgårdsmästare, h
- Karl Wilhelm Skareen, arbetare, s, f. 1866
- Gustaf Sjöberg, redaktör, l, f. 1861
- Erland von Hofsten, borgmästare, h, f. 1870

### Södra valkretsen
- Karl Magnus Andersson i Milsmaden, lantbrukare, l, f. 1853
- Carl Persson i Stallerhult, lantbrukare, h, f. 1844
- Oscar Fredrik Bogren, redaktör, l, f. 1851
- Emil Bengtsson i Kullen, lantbrukare, h, f. 1875
- Helge Bäcklund, stationskarl, s, f. 1880, f. 1857

## Värmlands län

### Norra valkretsen
- Herman Nordström, hemmansägare, s, f. 1882
- Alfred Persson i Björsbyholm, lantbrukare, l, f. 1862
- Johannes Hedström, järnarbetare, s, f. 1877

### Östra valkretsen
- Nils A:son Berg i Munkfors, gjutmästare, s, f. 1861
- Axel Schotte, landshövding, l
- Nils Helger, folkskollärare, s, f. 1873
- Gustaf Åkerlindh i Storhult, hemmansägare, h, f. 1869

### Västra valkretsen
- Johan Igel, hemmansägare, l, f. 1855
- Gustaf Flognfält, hemmansägare, s, f. 1872
- Rosarus Andersson i Skrädene, lantbrukare, h, f. 1854
- Albert Mossberg, hemmansägare, l, f. 1863

## Örebro län

### Norra valkretsen
- Anders Anderson i Råstock, banvakt, s, f. 1874
- Erik Agabus Nilson i Örebro, grosshandlare, l, f. 1862
- Anders Petter Gustafsson i Örebro, egendomsägare, h, f. 1852
- Olof Nilsson i Örebro, modellsnickare, s, f. 1874
- Gustaf Julin, handlare, s, f. 1877

### Södra valkretsen
- Gustaf Olofsson i Åvik, lantbrukare, l, f. 1849
- Edvard Uddenberg, handlande, s, f. 1870
- Lars Erik Gustafsson i Brånsta, lantbrukare, h, f. 1869
- Gustaf Adolf Eklund i Fällersta, lantbrukare, l, f. 1868

## Västmanlands län

### Östra valkretsen
- Viktor Larsson i Västerås, tidningsman, s, f. 1869
- Axel Robert Lundblad, lantbrukare, h, f. 1862
- Johan Andersson i Stärte, lantbrukare, l, f. 1860

### Västra valkretsen
- Albert Zander, handlande, s, f. 1873
- Carl Johan Ericsson i Arboga, maskinarbetare, s, f. 1868
- Adolf Janson i Bråten, hemmansägare, l, f. 1860

## Kopparbergs län

### Östra valkretsen
- Robert Jansson i Falun, möbelsnickare, s, f. 1868
- Axel Gylfe, lokomotiveldare, s, f. 1883
- Samuel Söderberg, hemmansägare, h, f. 1859

### Västra valkretsen
- Johan Bernhard Eriksson, järnarbetare, s, f. 1878
- Rickard Sandler, folkhögskolelärare, s
- Johan Ström, hemmansägare, l, f. 1849

### Norra valkretsen
- Per Tysk, hemmansägare, s, f. 1874
- Daniel Persson i Tällberg, nämndeman, l
- Rikard Eronn, sågverksinspektör, s, f. 1879

## Gävleborgs län

### Gästriklands valkrets
- Fabian Månsson i Hagaström, journalist, s, f. 1872
- Johan Andersson i Gävle, linjeförman, s, f. 1875
- Olof Olsson i See, hemmansägare, l, f. 1862
- Erik Andersson Leksell, murare, s, f. 1854

### Hälsinglands södra valkrets
- August Sävström, ombudsman, s
- Ernst Lindley,  järnarbetare, s
- Jonas Jonsson i Hå, hemmansägare, l, f. 1858

### Hälsinglands norra valkrets
- Wilhelm Edbom, handelsföreståndare, s, f. 1875
- Per Norin, hemmansägare, s, f. 1863
- Johan Ericsson i Vallsta, hemmansägare, l, f. 1852

## Västernorrlands län

### Medelpads valkrets
- Carl Alfred Svensson i Skönsberg, arbetare, s, f. 1861
- Robert Karlsson i Gasabäck, l, f. 1869
- Verner Hedlund i Sundsvall, arbetare, s, f. 1883
- Johan Zelahn, hemmansägare, h, f. 1861

### Ångermanlands södra valkrets
- Ivar Vennerström, redaktör Nya Norrland, s
- Carl Oscar Johansson i Sollefteå, agent, s, f. 1875
- Fritz Kaijser, lasarettsläkare, h, f. 1868
- Johan Rudolf Sundström, småbrukare, l, f. 1874

### Ångermanlands norra valkrets
- Gustaf Fritiof Lundgren, kyrkoherde, l, f. 1871
- Carl Öberg, hemmansägare, h, f. 1859
- Emil Molin, hemmansägare, s, f. 1882

## Jämtlands län

### Södra valkretsen
- Johan Widén, landshövding, l
- Christian Ericsson i Funäsdalen, tullvaktmästare, s, f. 1868
- Ingebrikt Bergman, hemmansägare, l, f. 1864

### Norra valkretsen
- Johan Olofsson i Digernäs, hemmansägare, l, f. 1860
- Nils Olsson i Rödningsberg, hemmansägare, s, f. 1873
- Karl Karlsson i Mo, hemmansägare, h, f. 1867

## Västerbottens län

### Södra valkretsen
- Johan Rehn, lantbrukare, f, f. 1865
- Erik Hellberg, provinsialläkare, l, f. 1856
- Werner Bäckström, folkskollärare, f
- Adolf Wiklund i Brattfors, lantbrukare, h, f. 1859

### Norra valkretsen
- Anton Wikström, redaktör Norra Västerbotten, l, f. 1876
- Carl Lindmark, hemmansägare, h, f. 1880
- Olof Jonsson i Gumboda, lantbrukare, l, f. 1858

## Norrbottens län

### Södra valkretsen
- Ernst Hage, förste järnvägsbokhållare, s, f. 1876
- Nils Erik Nilsson i Antnäs, hemmansägare, h, f. 1866
- Adolf Linus Lundström i Långnäs, hemmansägare, l, f. 1870

### Norra valkretsen
- Wilhelm Stenudd, folkskollärare, s, f. 1878
- Axel Lindström, hemmansägare, s, f. 1859
- Einar Holm, jägmästare, h, f. 1876